# Getafe

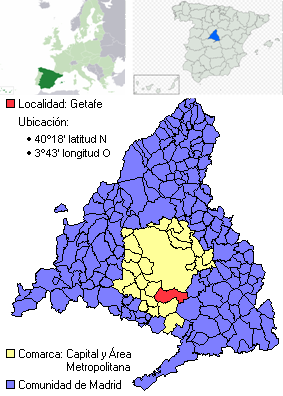

Getafe este un oraș în Spania.